# Бесед
Бесед (на беларуски: Беседзь; на руски: Беседь) е река в Русия (Смоленска и Брянска област) и Беларус (Могильовска и Гомелска област), ляв приток на Сож (ляв приток на Днепър), с дължина 261 km и площ на водосборния басейн 5600 km².
Река Бесед води началото си от крайните югозападни разклонения на Смоленското възвишение, в югозападната част на Смоленска област на Русия, на 191 m н.в. По цялото си протежение тече в посока югозапад и юг-югозапад. На около 25 km от извора си реката навлиза в Могильовска област на Беларус. Тук посоката на течението ѝ е на югозапад, преминава през сгт Хотимск, на около 10 km южно от град Костюковичи и получава двата си най-големи притока (десни) – Суров и Жадунка. В района на село Антоновка напуска пределите на Беларус и отново навлиза в Русия, на територията на Брянска област. В този участък запазва своето югозападно направление и преминава през сгт Красная Гора. При село Казацкие Болсуни повторно навлиза в Беларус, но този път на територията на Гомелска област и след около 80 km се влива отляво в река Сож (ляв приток на Днепър), на около 30 km северно от град Гомел, на 116 m н.в. Средният годишен отток в устието ѝ е 27,8 km³/s. Река Бесед е плавателна за плиткогазещи съдове на 98 km от устието си, до сгт Красная Гора.